# Menopausa prematura
A menopausa prematura, menopausa precoce ou insuficiência ovariana primária é a perda parcial ou total da função reprodutiva e hormonal dos ovários antes dos 40 anos devido a disfunção folicular (área de produção de óvulos) ou perda precoce de óvulos. Pode ser vista como parte de um conjunto de mudanças que levam à menopausa que diferem da menopausa apropriada para a idade na idade de início, grau de sintomas e retorno esporádico à função normal. Estima-se que afecte aproximadamente uma em 10.000 mulheres com menos de 20 anos, uma em 1.000 mulheres com menos de 30 anos e uma em 100 com menos de 40 anos.
Os sintomas físicos e emocionais incluem ondas de calor, suores nocturnos, pele seca, secura vaginal, menstruação irregular ou ausente, ansiedade, depressão, irritabilidade, nervosismo, diminuição da libido, entre outros. A sensação de choque e angústia ao ser informada do diagnóstico pode ser avassaladora. O tratamento geral é para os sintomas, protecção óssea e saúde mental. Embora 5 a 10% das mulheres com este problema possam ovular esporadicamente e engravidar sem tratamento, outras podem usar tecnologia de reprodução assistida, incluindo fertilização in vitro e doação de óvulos ou decidir adoptar ou permanecer sem filhos.
As causas são heterogéneas e desconhecidas em 90% dos casos. Pode estar associada a causas genéticas, doença autoimune, deficiência enzimática, infecção, factores ambientais, radiação ou cirurgia em 10%. 2 a 5% das mulheres com este problema e uma pré-mutação em FMR1, uma anomalia genética, correm o risco de ter um filho com a síndrome do X frágil, a causa mais comum de deficiência intelectual hereditária.
O diagnóstico é baseado em idades abaixo de 40, amenorreia e níveis elevados da hormona folículo-estimulante (FSH).